# Pla de Palau i carrer de Sant Pau
Pla de Palau i carrer de Sant Pau és una obra de Tarragona protegida com a Bé Cultural d'Interès Local.

## Descripció
Plaça d'època medieval que cal conservar com ambient. S'hi mesurava i venia l'oli i el sabó. Cal preservar aquesta àrea de la ciutat perquè significa la preservació de la memòria històrica i perquè es defineix en la trama urbanística actual l'estructura urbana medieval.
Plaça situada al nucli antic, entre el carrer Sant Pau i el carrer de la Guitarra, és el resultat de diferents urbanitzacions dutes a terme entre els segles XIX i XX. La plaça està situada davant el Palau Arquebisbal i els antics dormitoris dels canonges, molt a prop de la muralla de la ciutat. Amb motiu del congrés eucarístic es va esgrafiar els murs del convent del Carme.
Al carrer Sant Pau s'obren 2 edificis també emblemàtics de la ciutat: el seminari pontifici i la Casa dels Canonges.